# Эггер, Эрнст
Эрнст Э́ггер (нем. Ernst Egger) — австрийский кёрлингист.
В составе мужской сборной Австрии участник чемпионата мира 1984 (заняли десятое место).Чемпион Австрии среди мужчин.
Играл на позиции первого.

## Достижения
- Чемпионат Австрии по кёрлингу среди мужчин: золото (1984), серебро (1983).

## Команды
| Сезон   | Четвёртый      | Третий           | Второй        | Первый      | Запасной                                | Турниры                       |
| ------- | -------------- | ---------------- | ------------- | ----------- | --------------------------------------- | ----------------------------- |
| 1981—82 | Sepp Greiderer | Otto Sommeregger | Peter Egger   | Эрнст Эггер |                                         | ЧАМ 1982 (6 место)            |
| 1982—83 | Jakob Küchl    | Роланд Куделка   | Гюнтер Мохни  | Эрнст Эггер |                                         | ЧАМ 1983                      |
| 1983—84 | Гюнтер Меркер  | Роланд Куделка   | Гюнтер Мохни  | Эрнст Эггер | Jakob Küchl (ЧАМ), Гюнтер Хуммельт (ЧМ) | ЧАМ 1984 · ЧМ 1984 (10 место) |
| 1989—90 | Jakob Küchl    | Роланд Куделка   | Ludwig Karrer | Эрнст Эггер |                                         | ЧАМ 1990 (4 место)            |

(скипы выделены полужирным шрифтом)